# Ernst Herman van Rappard
Ernst Herman van Rappard (ur. 30 października 1899 w Banjumas w Holenderskich Indiach Wschodnich, zm. 11 stycznia 1953 w Vught w Holandii) – holenderski polityk, współzałożyciel i przywódca Narodowosocjalistycznej Holenderskiej Partii Pracy (NSNAP), kolaborant podczas II wojny światowej.

## Życiorys
Studiował ekonomię w Berlinie i Monachium, nawiązując jednocześnie kontakty z niemieckimi nazistami. 16 grudnia 1931 r. wespół z Bertusem Smitem założył Narodowosocjalistyczną Holenderską Partię Pracy. Głosiła ona pronazistowskie i silnie antysemickie hasła. W kwietniu 1932 r. opowiedział się za przyłączeniem Holandii do Rzeszy Niemieckiej, co doprowadziło do rozłamu w partii. Pod koniec lat 30. doszło do ponownego rozłamu na tle walki o przywództwo NSNAP między E. H. ridderem van Rappardem i Alfredem de Joode. W 1938 r. lider NSNAP gorąco poparł anschluss Austrii do Niemiec, występując z nowym hasłem: Austria wyzwolona, teraz my! W 1939 r. E. H. ridder van Rappard wyjechał do Niemiec, gdzie uzyskał wsparcie NSDAP. Po zajęciu Holandii przez wojska hitlerowskie w maju 1940 r., przywódca NSNAP podjął politykę ścisłej kolaboracji z okupantami. W początkowym okresie okupacji Niemcy tolerowali działalność partii w celu wywierania presji na Narodowo-Socjalistyczny Ruch Holenderski Antona A. Musserta. Jednakże w grudniu 1941 r. – podobnie jak pozostałe ugrupowania polityczne poza NSB – została rozwiązana. E. H. ridder van Rappard wstąpił ochotniczo do Waffen-SS. Po zakończeniu wojny został aresztowany i skazany na śmierć, ale ostatecznie wyrok zamieniono na dożywotnie więzienie.